# Kîreakove, Zinkiv
Kîreakove (în ucraineană Кирякове) este un sat în comuna Popivka din raionul Zinkiv, regiunea Poltava, Ucraina.

## Demografie
Componența lingvistică a localității Kîreakove
     Ucraineană (100%)
Conform recensământului din 2001, toată populația localității Kîreakove era vorbitoare de ucraineană (100%).